# Supercoppa italiana 2022 (calcio femminile)
La Supercoppa italiana 2022 di calcio femminile è stata la ventiseiesima edizione della Supercoppa italiana di calcio femminile. La partita decisiva per l'assegnazione del trofeo si è disputata il 5 novembre 2022 allo stadio Ennio Tardini di Parma.
Il trofeo è stato vinto dalla Roma, che ha superato la Juventus ai tiri di rigore, dopo che i tempi regolamentari e i tempi supplementari si erano conclusi in parità sull'1-1.

## Formato
Differentemente dalle precedenti due edizioni, nelle quali a contendersi il trofeo erano quattro squadre, da quest'edizione il numero di partecipanti è tornato a due: la vincitrice del campionato di Serie A 2021-2022, la Juventus, e la Roma, seconda classificata in Serie A e finalista della Coppa Italia 2021-2022, vinta dalla Juventus. La competizione si svolge in gara unica nella sede prestabilita.

## Squadre partecipanti
| Squadra  | Qualificazione                                                                 | Ultima partecipazione    |
| -------- | ------------------------------------------------------------------------------ | ------------------------ |
| Juventus | 1ª classificata in Serie A 2021-2022 e vincitrice della Coppa Italia 2021-2022 | Supercoppa italiana 2021 |
| Roma     | 2ª classificata in Serie A 2021-2022 e finalista della Coppa Italia 2021-2022  | Supercoppa italiana 2021 |

## Tabellino
| Arbitro: | Marotta (Sapri) |

|                                          |                      |                                       |
| Boattin 60’                              | Marcatori            | 19’ Giacinti                          |
| Boattin Sembrant Girelli Cernoia Cantore | Tiri di rigore 3 – 4 | Giugliano Linari Glionna Lázaro Haavi |